# Pârâul Pețea (arie protejată)
Pârâul Pețea (Pârâul Peța) este o arie protejată de interes național ce corespunde categoriei a IV-a (rezervație naturală de tip botanic), situată în județul Bihor, pe teritoriul administrativ al comunei Sînmartin.

## Localizare
Aria naturală se află în partea central-vestică a județului Bihor și cea nord-estică a stațiunii Băile 1 Mai, în apropierea drumului național DN76, care leagă orașul Deva de orașul Oradea.

## Descriere
Rezervația naturală a fost declarată arie protejată prin Legea Nr.5 din 6 martie 2000 (privind aprobarea Planului de amenajare a teritoriului național, Secțiunea a III-a - zone protejate) și are o suprafață de 4 ha. 
Aria naturală (suprapusă sitului Natura 2000 - Lacul Pețea) reprezintă un pârâu care izvorăște de lângă Băile Felix, (mai precis din lacul din localitatea Băile 1 Mai) și care traversează orașul. Cursul actual este mult deviat față de cursul inițial, al cărui fir poate fi urmărit după morile care mai există și azi în Oradea.